# Le Meix-Saint-Epoing
Le Meix-Saint-Epoing è un comune francese di 262 abitanti situato nel dipartimento della Marna nella regione del Grand Est.

## Società

### Evoluzione demografica
Abitanti censiti